# Cratere Espin
Espin è un cratere lunare di 70,01 km situato nella parte nord-occidentale della faccia nascosta della Luna, a ovest-sudovest del cratere Seyfert e a nordovest del cratere Deutsch.
Appare eroso, con consistenti danni sul bordo nord. Sull'orlo settentrionale sono presenti diversi crateri più piccoli, e uno è presente sull'orlo meridionale. La parte nord del fondo è piuttosto irregolare, mentre la parte sud è più livellata. La parte occidentale della superficie interna è raggiunta da un raggio appartenente al cratere Giordano Bruno che si trova a nord-nordovest.
Il cratere è dedicato all'astronomo britannico Thomas Henry Espinell Compton Espin.

## Crateri correlati
Alcuni crateri minori situati in prossimità di Espin sono convenzionalmente identificati, sulle mappe lunari, attraverso una lettera associata al nome.
| Espin | Coordinate             | Diametro (in km) |
| ----- | ---------------------- | ---------------- |
| E     | 28°25′48″N 111°34′48″E | 32,16            |